# Smrčná
Smrčná település Csehországban, a Jihlavai járásban. Smrčná Bílý Kámen, Hybrálec, Jihlava, Štoky, Zbinohy és Větrný Jeníkov településekkel határos. Lakosainak száma 470 fő (2024. január 1.).

## Népesség
A település lakosságának változását az alábbi diagram mutatja:
| Lakosok száma | 886  | 883  | 915  | 469  | 345  | 354  | 373  | 414  | 455  | 470  |
|               | 1869 | 1900 | 1921 | 1961 | 1980 | 2011 | 2016 | 2019 | 2021 | 2024 |